# KV35
Das im Tal der Könige gelegene altägyptische Grabmal KV35 ist das Grab von Pharao Amenophis II. aus der 18. Dynastie, welches am 9. März 1898 vom Team des Ägyptologen Victor Loret entdeckt wurde. Das Grab war in der 21. Dynastie ebenfalls ein Versteck für königliche Mumien, darunter Thutmosis IV., Amenophis III., Ramses IV., Ramses V. und Merenptah.

## Im Grab entdeckte Funde und Dekorationen
Das Grab war zwar vor Jahrtausenden Grabräubern zum Opfer gefallen, dennoch wurden neben den zahlreichen Mumien weitere Funde entdeckt. Die Hauptfunde waren der Sarkophag Amenophis II. aus Quarzit, Uschebtifiguren aus Fayence, Holz und Stein, Statuen aus Holz mit den Abbildungen des Pharaos und verschiedenen Göttern, Gefäße aus Glas, Stein und Fayence, ein Bootsmodell aus Holz, ein Begräbnispapyrus und eine Kanopenkasten aus Kalzit.
Die Wände und Pfeiler des Grabes waren prunkvoll verziert. An den Wänden befand sich eine vollständige Version des Amduat. Die Pfeiler zeigen den Pharao vor den Göttern Osiris, Hathor und Anubis. Die Decke des Grabes war mit Sternen auf einem dunkelblau-schwarzen Hintergrund verziert. Die inhaltlichen Angaben gehören thematisch zu den Dekanlisten C, die erstmals im Grab des Senenmut belegt sind.

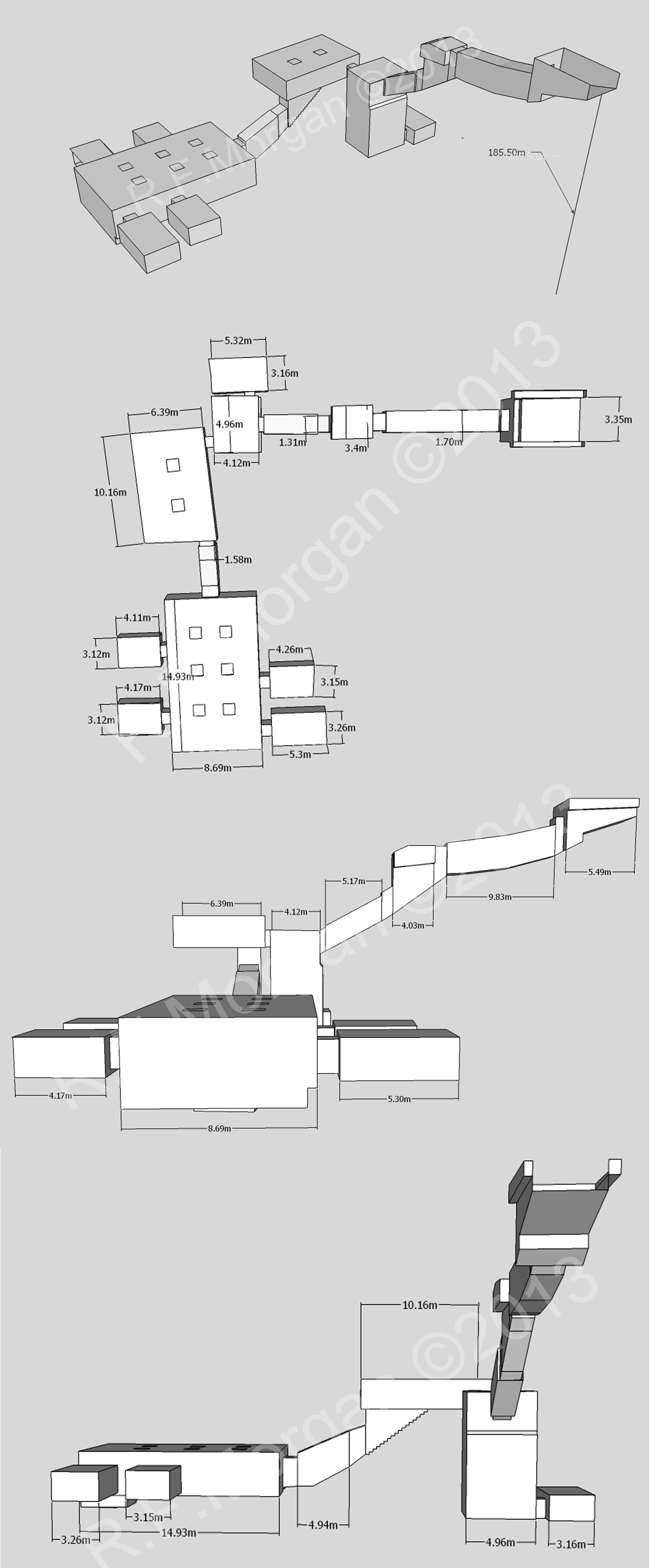
Isometrische Darstellung, Grundriss und Schnittzeichnung des Grabes
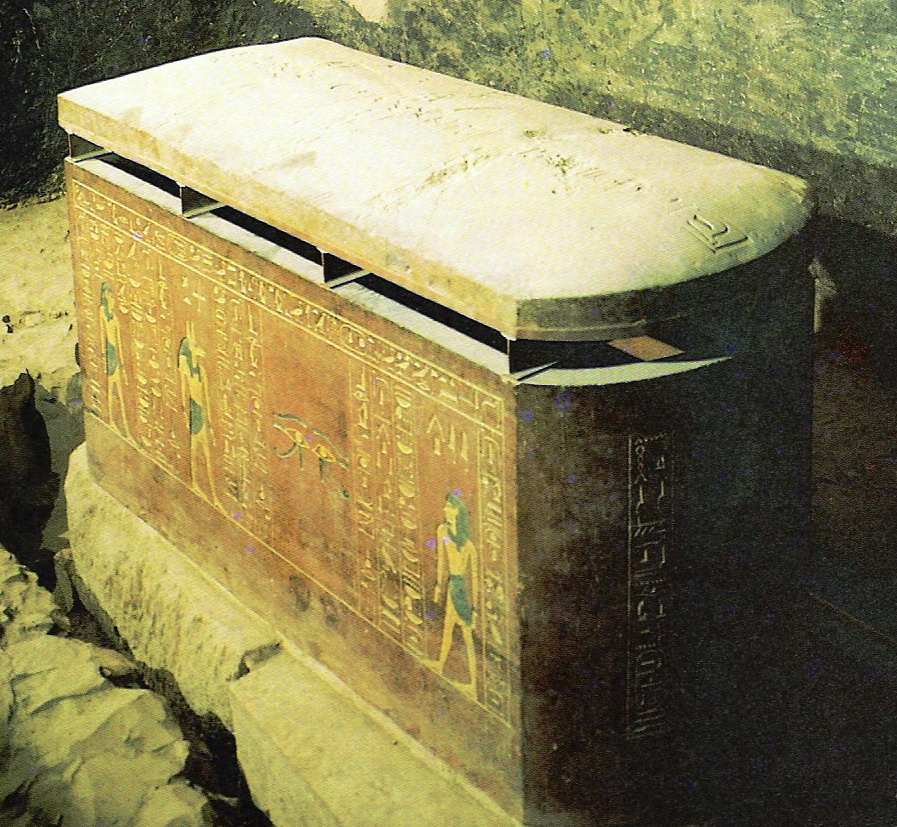
Sarkophag Amenophis II.
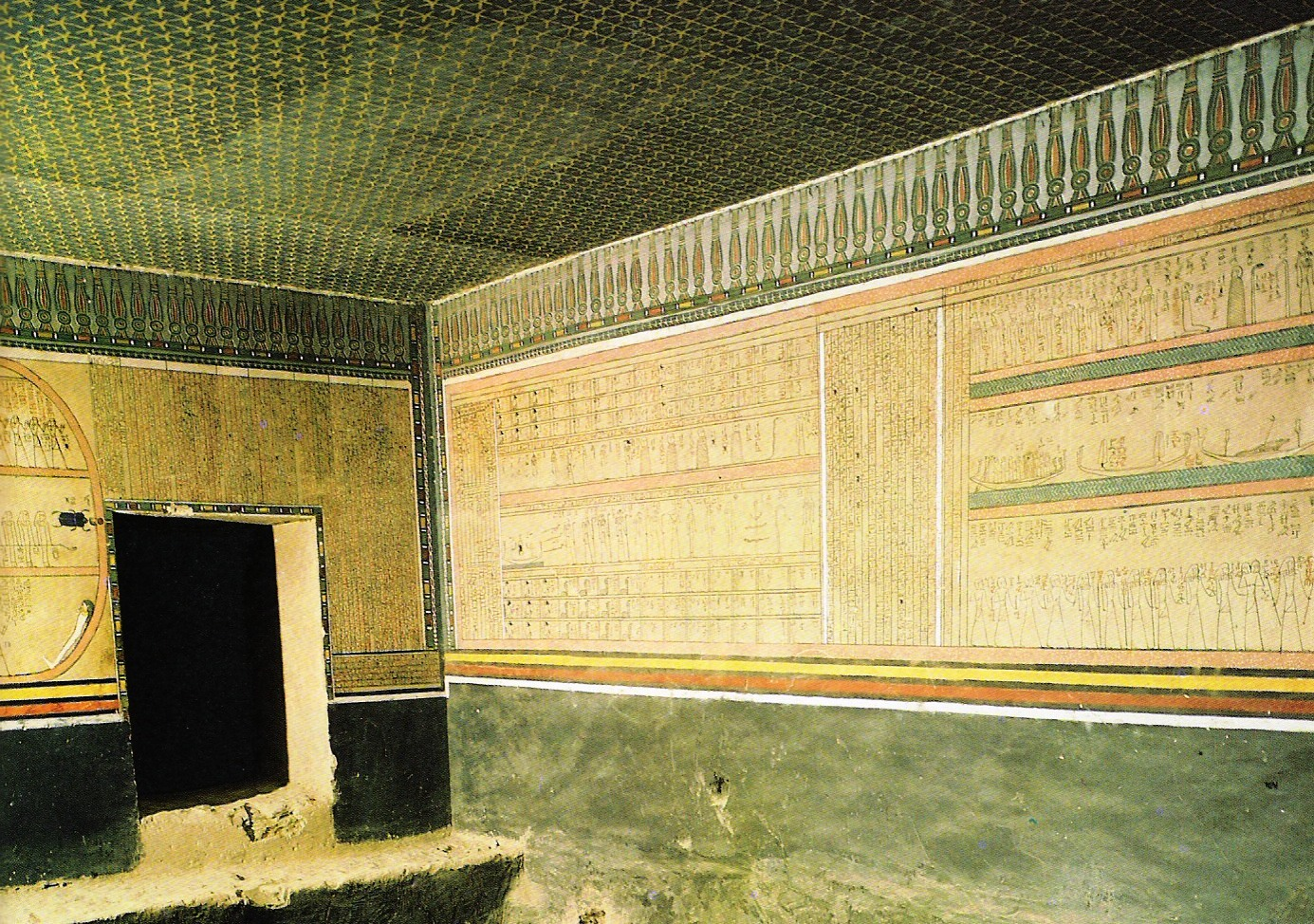
Raum des Sarkophags mit Szenen des Amduat

## KV35 als Mumienversteck
Das Königsgrab diente jedoch nicht nur der Bestattung Amenophis II. Wie die Cachette von Deir el-Bahari (DB/TT320) wurde KV35 in späterer Zeit auch ein sogenanntes „Mumienversteck“. Neben den Königsmumien fand Loret in einer Seitenkammer zur Grabkammer (Jd) drei ausgewickelte Mumien: Zwei Frauen und einen jungen Mann. Die Bezeichnung „die ältere Dame“ für eine der beiden weiblichen Mumien geht auf Grafton Elliot Smith zurück. Beide Frauenmumien wurden 2010 im Rahmen des King Tutankhamen Family Projects gentechnisch untersucht. Dabei wurde festgestellt, dass die „ältere Dame“ (KV35EL) die Tochter von Juja und Tuja ist. Frühere Annahmen, es handele sich dabei um die Mumie von Amenophis’ III. Großer königlicher Gemahlin Teje, wurden dadurch bestätigt. Die DNA-Analyse der sogenannten „Younger Lady“ (KV35YL) ergab, dass es sich bei ihr um eine Tochter von Teje und Amenophis III. handelt, die zudem Tutanchamuns Mutter ist.

## Der Tourismus im Grab
1994 wurde das Grab aus Renovierungsgründen für fünf Jahre geschlossen, dabei wurde im Grab ein hölzerner Boden gelegt und die Beleuchtung erneuert.